# Heinrich Credner
Karl Friedrich Heinrich Credner (* 13. März 1809 in Waltershausen; † 28. September 1876 in Halle/Saale) war ein deutscher Geologe.

## Leben
Credner entstammte einem Pfarrhaus in Waltershausen bei Gotha, wo er als Ältester von acht Geschwistern zur Welt kam. Sein Vater war der einstige Diakon in Waltershausen und spätere Pfarrer in Molschleben Johann Christian Credner (* 4. Mai 1752 in Gotha; † 12. Januar 1817 in Molschleben). Seine Mutter Christiane Gotthelfine Karoline Weinich (* 12. Juli 1776 in Laucha; † 27. Oktober 1842 in Ohrdruf) war die Tochter des Gutspächters in Laucha Karl Christoph Wilhelm Weinich (* 15. März 1734 in Mülvenstedt; † 18. März 1808 in Waltershausen) und dessen Frau Anna Christine (geb. Leffler, * 15. April 1752 in Laucha; † 24. April 1800 ebenda). Er hatte acht Geschwister. Sein älterer Bruder Karl August Credner wirkte als Professor der Theologie in Gießen.
Heinrich Credner studierte zwischen 1828 und 1831 an der Bergakademie Freiberg. An der Universität Göttingen schloss er seine Studien ab. Danach bereiste er im Auftrag der Regierung von Sachsen-Gotha Sachsen, Böhmen und Schlesien. 1833 wurde er in Gotha Bergassistent, 1850 Bergrat. Später wurde er außerdem zum Eisenbahn-, Versicherungs- und Gasdirektor ernannt. 1853 wurde er in den Gothaer Landtag gewählt, dem er bis 1856 angehörte. Er besaß und bewohnte die Villa Friedrichstraße 14. 1858 folgte er einem Ruf nach Hannover, wo er Oberbergrat im Ministerium wurde. 1866 wurde er nach Berlin versetzt. 1868 wurde er Oberbergrat in Halle/Saale. 1863 wurde er zum korrespondierenden Mitglied der Göttinger Akademie der Wissenschaften gewählt.
Credner hat das später nach ihm benannte Mineral Crednerit erstmals beschrieben. In Flegessen entdeckte er Posidonienschiefer.

## Familie
Credner verheiratete sich am 22. Januar 1837 in Gotha mit Berhardine Anna Vey (* 5. März 1816 in Probstzella; † 21. September 1900 in Halle/Saale), die Tochter eines geheimen Kammerrats in Gotha. Aus der Ehe stammen vier Söhne:
1. Karl Hermann Georg (* 1. Oktober 1841 in Gotha; † 21. Juli 1913 in Leipzig), Professor der Geologie in Leipzig
2. Karl August Credner (* 14. September 1844 in Gotha; † 4. März 1908 in Leipzig) Landwirt in Großgörschen, ⚭ I. 27. Februar 1872 in Artern mit Paula Ernestine Lorenz (* 17. Juni 1850 in Artern; † 24. April 1879 in Großgörschen), ⚭ II. 8. Januar 1881 mit Clara Elisabeth Wagner (* 19. November 1837 in Olivia bei Danzig; † 27. März 1891 in Großgörschen)
3. Georg Paul Credner (* 16. September 1848; † 7. Juli 1871 in Halle (Saale)), Kaufmann in Halle (Saale),
4. Georg Rudolf Credner (* 27. November 1850 in Gotha; † 6. Juni 1908 in Greifswald), Professor der Geologie an der Universität Greifswald

## Werke (Auswahl)
- Übersicht der geognostischen Verhältnisse Thüringens und des Harzes begleitet von einer geognostischen Karte. Perthes, Gotha 1843. (Digitalisat)
- Über die Gervillien der Trias-Formation in Thüringen. In: Neues Jahrbuch für Mineralogie, Geognosie, Geologie und Petrefakten-Kunde. Jahrgang 1851, S. 641–657, Tafel VI, E. Schweizerbart’sche Verlagshandlung und Druckerei, Stuttgart 1851.
- Geognostische Karte des Thüringer Waldes. 4 Blätter, 1855.
- Über die Grenz-Gebilde zwischen dem Keuper und dem Lias am Seeberg bei Gotha und in Norddeutschland überhaupt. In: Neues Jahrbuch für Mineralogie, Geognosie, Geologie und Petrefakten-Kunde. Jahrgang 1860, S. 293–319, Tafel III, E. Schweizerbart’sche Verlagshandlung und Druckerei, Stuttgart 1860.
- Uber die Gliederung der oberen Juraformation und der Wealden-Bildung im nordwestlichen Deutschland. Prag 1863. (Digitalisat)